# Matthias Neumann (Organist)
Matthias Neumann (* 1984 in Hamburg) ist ein deutscher Organist. Er ist Professor für Orgel an der Hochschule für Musik Detmold. An der Hochschule für evangelische Kirchenmusik Bayreuth unterrichtete er bis Februar 2023 und an der Hochschule für Musik und Theater Hamburg bis März 2024. 

## Leben
Neumann erhielt seinen ersten Orgelunterricht bei Kantor Wolfgang Westphal in Rinteln, studierte Kirchenmusik, Dirigieren und Orgel (Konzertexamen) in Hamburg, Berlin und Wien, Orgel bei Wolfgang Zerer, Roman Summereder, Leo van Doeselaar und Paolo Crivellaro, sowie Dirigieren bei Christof Prick. Er ist Bach-Preisträger der Stadt Leipzig (2012). Im Wintersemester desselben Jahres wurde er nach Bayreuth auf eine Professur der Hochschule für evangelische Kirchenmusik Bayreuth berufen, wo er bis Februar 2023 unterrichtete. 
Von 2009 bis 2016 war er Kantor und Organist an der Kirche St. Marien in Hamburg-Ohlsdorf, bis er 2016 einem Ruf an die Hochschule für Musik und Theater Hamburg folgte. Zum Wintersemester 2022/2023 nahm er einen Ruf an die Hochschule für Musik Detmold an.
Konzerte, Kurse und Jurytätigkeit führten ihn nach China, Hongkong, Kolumbien, Ägypten, Niederlande, Italien, Ukraine, Polen, Norwegen, Österreich und Russland.